# Watut River
Der Watut River (auch: Watuf genannt) ist ein etwa 45 km langer rechter Nebenfluss des Markham im zentralen Papua-Neuguinea, der im Nordwesten des Finisterre-Gebirges entspringt.
Der Fluss entsteht beim Zusammenfluss von Banir River und Bulolo River und fließt von da aus in grob nördliche bzw. nordöstliche Richtung bis zu seiner Einmündung in den Markham etwa 55 km vor dessen Mündung in den Huon-Golf.
Im August 1909 wurde der Watut von den deutschen Goldsuchern Wilhelm Karl Dammköhler und Rudolph Oldörp eingehender erforscht. Bei der Reise flussaufwärts wurde Dammköhler am 12. September 1909 von Einheimischen getötet, während Oldörp entkommen konnte.